# يوم سوزان أنتوني
يوم سوزان أنتوني هو يوم عطلة تذكارية للاحتفال بميلاد سوزان أنتوني وبحق المرأة في التصويت في الولايات المتحدة والذي يُصادف 15 فبراير وهو يوم ميلاد سوزان أنتوني.
جاءت فكرة تكريم سوزان أنتوني بالاحتفال بميلادها كعطلة عام 2011 عندما قدمت النائبة كارولين مالوني قانون يوم ميلاد سوزان أنتوني والذي يُعمل به إلى اليوم في ولاية فلوريدا الأمريكية مع إغلاق مكاتب الولاية، واتخذت ولاية ويسكونسن القرار نفسه ليصبح يوم سوزان أنتوني عطلة رسمية في 15 أبريل 1976، كما جعلت ولاية كاليفورنيا الأمريكية هذا اليوم عطلة قانونية اعتبارًا من عام 2014، ووقع حاكم نيويورك جورج باتاكي تشريعًا يجعل هذه اليوم عطلة في تلك الولاية عام 2004.
نشرت صحيفة سياتل تايمز تقريرًا عن حملة لجعل يوم سوزان أنتوني يحتفل به على المستوى الوطني عام 1985 جنبًا إلى جنب مع عيد القديس باتريك ويوم الشجرة.
قدمت النائبة كارولين مالوني من نيويورك قانون يوم ميلاد سوزان أنتوني إلى الكونجرس لتكريمها بجعل يوم ميلادها عطلة وطنية رسمية في الولايات المتحدة، لكن لم يُسن مشروع القانون وألغي في نهاية الكونغرس.

## أصل التسمية
عُرفت سوزان أنتوني بقيادتها لحملات المطالبة بحق التصويت للنساء في الولايات المتحدة وفي الخارج أيضًا منذ عام 1852 عندما حضرت المؤتمر الوطني لحقوق المرأة في سيراكيوز وكانت أيضًا معارضة قوية للعبودية إذ نفذت أكبر حملة لجمع التواقيع في تاريخ الولايات المتحدة الأمريكية –حتى ذلك الوقت- وتمكنت من جمع ما يقرب 400 ألف صوت يطالب بإبطال العبودية بعد أن أسست هي وإليزابيث كادي ستانتون حركة الاعتدال النسائي وهي أول منظمة سياسية نسائية وطنية في الولايات المتحدة.
احتلت سوزان أنتوني الساحة بحلول نهاية الحرب الأهلية كامرأة قائدة وهذا ما كان جديدًا على المجتمع الأمريكي كما أنها كانت عزباء في الوقت الذي كانت تُعتبر المرأة العازبة فيه عانس وشاذة وفقًا للمؤرخة آن كوردن.
لعبت سوزان أنتوني دورًا محوريًا بعد الحرب الأهلية في حركة حصول المرأة على حق التصويت، وخططت سوزان أنتوني عرض تعديل قانون على الكونجرس يمنح المرأة الحق في التصويت. قدم مشروع تعديل القانون للكونجرس السيناتور آرون سارجنت الذي يُعد صديق سوزان وأصبح التعديل يعرف فيما بعد باللهجة العامية باسم تعديل سوزان أنتوني وتم التصديق على التعديل باعتباره التعديل التاسع عشر لدستور الولايات المتحدة في عام 1920.
توفيت سوزان أنتوني عام 1906 أي قبل أن يُصبح حق التصويت للمرأة قانونًا في البلاد بأربعة عشر عامًا.